# Шишкино (Читинський район)
Ши́шкино (рос. Шишкино) — село у складі Читинського району Забайкальського краю, Росія. Адміністративний центр Шишкинського сільського поселення.

## Населення
Населення — 1588 осіб (2010; 1468 у 2002).
Національний склад (станом на 2002 рік):
- росіяни — 96 %